# Wimbledon (Dakota del Nord)
Wimbledon és una població dels Estats Units a l'estat de Dakota del Nord. Segons el cens del 2000 tenia 237 habitants.

## Demografia
Segons el cens del 2000, Wimbledon tenia 237 habitants, 111 habitatges, i 68 famílies. La densitat de població era de 198,9 hab./km².
Dels 111 habitatges en un 26,1% hi vivien nens de menys de 18 anys, en un 53,2% hi vivien parelles casades, en un 8,1% dones solteres, i en un 38,7% no eren unitats familiars. En el 36% dels habitatges hi vivien persones soles el 18,9% de les quals corresponia a persones de 65 anys o més que vivien soles. El nombre mitjà de persones vivint en cada habitatge era de 2,14 i el nombre mitjà de persones que vivien en cada família era de 2,79.
Per edats la població es repartia de la següent manera: un 23,2% tenia menys de 18 anys, un 5,1% entre 18 i 24, un 27% entre 25 i 44, un 24,9% de 45 a 60 i un 19,8% 65 anys o més.
L'edat mediana era de 42 anys. Per cada 100 dones de 18 o més anys hi havia 89,6 homes.
La renda mediana per habitatge era de 34.107 $ i la renda mediana per família de 42.000 $. Els homes tenien una renda mediana de 26.875 $ mentre que les dones 18.333 $. La renda per capita de la població era de 16.493 $. Entorn del 5,6% de les famílies i el 6,3% de la població estaven per davall del llindar de pobresa.

## Poblacions més properes
El següent diagrama mostra les poblacions més properes.